# Джинта
Джинта (рум. Ginta) — село у повіті Біхор в Румунії. Входить до складу комуни Кепилна.
Село розташоване на відстані 404 км на північний захід від Бухареста, 37 км на південь від Ораді, 115 км на захід від Клуж-Напоки, 128 км на північний схід від Тімішоари.

## Населення
За даними перепису населення 2002 року у селі проживала 361 особа.
Національний склад населення села:
| Національність | Кількість осіб | Відсоток |
| -------------- | -------------- | -------- |
| угорці         | 297            | 82,3%    |
| румуни         | 50             | 13,9%    |
| цигани         | 13             | 3,6%     |

Рідною мовою назвали:
| Мова      | Кількість осіб | Відсоток |
| --------- | -------------- | -------- |
| угорська  | 298            | 82,5%    |
| румунська | 59             | 16,3%    |